# Constrictor
Konstriktor (engl. Constrictor) je deveti studijski album američkog hevi metal pevača Alisa Kupera, izdat 22. septembra 1986. godine.
Pesme "He's Back (Man Behind Mask)" i "Teenage Frankestein" su snimljene kao saundtrek za horor film Petak 13 VI: Džejson živi.

## Spisak pesama
1. Teenage Frankenstein – 3:40 (Alice Cooper, Kane Roberts)
2. Give It Up – 4:13 (Cooper, Roberts)
3. Thrill My Gorilla – 2:56 (Cooper, Roberts)
4. Life and the Death of the Party – 3:45 (Cooper, Roberts)
5. Simple Disobedience – 3:30 (Cooper, Roberts)
6. The World Needs Guts – 3:59 (Cooper, Roberts)
7. Trick Bag – 4:18 (Cooper, Roberts, Tom Kelly)
8. Crawlin' – 3:22 (Cooper, Roberts, Michael Wagener)
9. The Great American Success Story – 3:38 (Cooper, Roberts, Beau Hill)
10. He's Back (The Man Behind the Mask) – 3:49 (Cooper, Roberts, Kelly)

## Članovi
- Alis Kuper - vokal
- Kejn Roberts - gitara
- Dejvid Rozenberg - bubnjevi
- Doni Kizelbah - bas
- Pol Delf - klavijature u pesmi He's Back (The Man Behind the Mask)
- Kip Vinger - dodatni basista